# Benthocometes australiensis
Benthocometes australiensis är en fiskart som beskrevs av Nielsen 2010. Benthocometes australiensis ingår i släktet Benthocometes och familjen Ophidiidae. Inga underarter finns listade.